# GM "Old-Look"
O General Motors "Old-Look" foi uma série de ônibus urbanos introduzida em 1940 pela fabricante de ônibus americana Yellow Coach, que primeiramente introduziu o modelo TG-3201. A Yellow Coach foi uma das primeiras fabricantes de ônibus dos Estados Unidos, sendo parcialmente pertencente à General Motors (GM) até a sua completa aquisição em 1943, ano em que juntou-se à divisão de caminhões da GM, formando então a GM Truck & Coach Division.
A produção da série Old-Look foi descontinuada em parte em 1959 devido a introdução do New-Look, contudo, alguns modelos menores continuaram sendo produzidos por mais uma década, até serem completamente descontinuados em 1969. Aproximadamente 38,000 veículos foram produzidos durante os 29 anos de produção da série.
O apelido "Old-Look" é um retrônimo que começou a ser utilizado para designar essa série após a introdução dos primeiros modelos "New-Look".

## Descrição

### Design
A série Old-Look possuía um design pouco aerodinâmico, sendo similar ao bonde PCC, possuindo também janelas menores se comparada as de ônibus modernos fabricados após a década de 1950. Ao contrário da maioria dos ônibus anteriores, os modelos eram construídos utilizando um design monocoque, ao invés do método da carroceria sobre o chassi.

### Motorização
A série também marcou a transição dos ônibus movidos a gasolina para os movidos a diesel. A maioria dos modelos foram equipados com o motor a diesel Detroit Diesel 6-71 de seis cilindros em linha, exceto alguns modelos menores que foram equipados com a versão de quatro cilindros desse mesmo motor e alguns outros que foram equipados com motores a gasolina.

### Transmissão
Os modelos estavam disponíveis com transmissões nas configurações automáticas-hidráulicas (transmissão hidramática) e manuais, com a transmissão em ângulo de duas velocidades fabricadas pela Spicer sendo utilizada nos modelos automáticos até 1948, quando foi substituída pela transmissão em V de duas velocidades fabricada pela Allison. Em 1940 e 1942, uma pequena quantidade de veículos foram equipados com um sistema de motorização diesel-elétrico ao invés de transmissão.

### Dimensões
Os modelos também possuíam vários comprimentos, variando de 7,6 metros (25 ft) a 12,6 metros (41 ft), embora que os modelos mais comuns possuíssem 11 metros (36 ft) ou 12 metros (39 ft) de comprimento. A maioria dos modelos da série possuíam 2,4 metros (7,9 ft) de largura, com modelos de 2,59 metros (8,5 ft) estando disponíveis a partir de 1948.
Em 1946 a GM passou a oferecer modelos equipados com sistemas de aquecimento e ventilação Thermo-Matic, e em 1952 começou a fabricar modelos suburbanos, que possuíam janelas maiores, assentos com encostos altos direcionados para frente e bagageiros opcionais. A partir de 1953 a maioria dos modelos passaram a ser equipados com suspensão pneumática, com a exceção dos modelos menores, e em 1958 a fabricante passou a disponibilizar ar-condicionado como um opcional.

## Designações dos modelos
As designações de modelo utilizadas para os ônibus Old-Look consistiam em uma série de duas ou três letras seguidas por uma série de quatro números (por exemplo, TDH-4512). As letras e números deram uma descrição básica do tipo de ônibus da seguinte forma:
| Tipo | Motorização             | Transmissão | Capacidade nominal de assentos | Série          |
| --- | ----------------------- | --- | --- | -------------- |
| T = ônibus urbano A GM também construiu ônibus rodoviários (designados pela letra P) e, a partir dos anos 1960, ônibus suburbanos (designados pela letra S), no entanto, nenhum desses dois prefixos foram utilizados para qualquer modelo da série Old-Look. | D = diesel G = gasolina | H = transmissão hidráulica (automática) M = transmissão manual E = transmissão diesel-elétrica Essas letras eram omitidas até 1947, exceto para aqueles com transmissão diesel-elétrica. | 27 = 7,6 m (25 ft) 31 = 8,5 m (28 ft) 32 = 8,5 m (28 ft) 35 = 9,1 m (30 ft) 36 = 9,1 m (30 ft) 37 = 9,1 m (30 ft) 40 = 10 m (33 ft) 45 = 11 m (35 ft) 48 = 11,51 m (37.9 ft) 51 = 12 m (40 ft) 54 = 12,65 m (41,6 ft) | - Dois dígitos |

## Produção
Os modelos são listados pelo número do modelo na ordem ascendente. Todos os ônibus têm 2,59 m (8,5 ft) de largura, exceto quando indicado. Note que a Yellow Coach realinhou todos os modelos para a série 05 em 1941.
| Modelo (Yellow Coach) | Quantidade de veículos fabricados | Período de fabricação | Notas     | Modelo (GM) | Quantidade de veículos fabricados | Período de fabricação | Notas                                                                             |
| --------------------- | --------------------------------- | --------------------- | --------- | ----------- | --------------------------------- | --------------------- | --------------------------------------------------------------------------------- |
| TD-2701               | 55 unidades                       | 1940-1941             |           | TGH-2708    | 302 unidades                      | 1949–1951             |                                                                                   |
| TG-2701               | 245 unidades                      | 1940-1941             |           | TD-3206     | 675 unidades                      | 1945–1946             |                                                                                   |
| TD-2705               | 60 unidades                       | 1941-1942             |           | TG-3206     | 175 unidades                      | 1945–1946             |                                                                                   |
| TG-2705               | 2 unidades                        | 1941                  |           | TDH-3207    | 737 unidades                      | 1947–1948             |                                                                                   |
| TG-2706               | 422 unidades                      | 1941-1942             |           | TDM-3207    | 38 unidades                       | 1947–1948             |                                                                                   |
| TD-3201               | 141 unidades                      | 1940-1941             |           | TGH-3207    | 269 unidades                      | 1947–1948             |                                                                                   |
| TG-3201               | 63 unidades                       | 1940-1941             |           | TGM-3207    | 101 unidades                      | 1947–1948             |                                                                                   |
| TD-3205               | 194 unidades                      | 1941-1942             |           | TDH-3209    | 53 unidades                       | 1949                  |                                                                                   |
| TG-3205               | 71 unidades                       | 1941-1942             |           | TDM-3209    | 27 unidades                       | 1949                  |                                                                                   |
| TG-3601               | 36 unidades                       | 1940-1941             |           | TGH-3101    | 751 unidades                      | 1950–1952             |                                                                                   |
| TD-3602               | 67 unidades                       | 1940-1941             |           | TGH-3102    | 1,605 unidades                    | 1953–1963             |                                                                                   |
| TG-3602               | 233 unidades                      | 1940-1941             |           | TG-3607     | 50 unidades                       | 1944                  |                                                                                   |
| TG-3603               | 81 unidades                       | 1940                  |           | TG-3608     | 200 unidades                      | 1944                  |                                                                                   |
| TD-3605               | 82 unidades                       | 1941-1942             |           | TD-3609     | 325 unidades                      | 1945–1946             |                                                                                   |
| TG-3605               | 150 unidades                      | 1941-1942             |           | TG-3609     | 1,200 unidades                    | 1944–1946             |                                                                                   |
| TD-3606               | 75 unidades                       | 1941-1942             |           | TDH-3610    | 1,771 unidades                    | 1946–1948             |                                                                                   |
| TG-3606               | 250 unidades                      | 1941-1942             |           | TGH-3610    | 5 unidades                        | 1947–1948             |                                                                                   |
| TD-4001               | 174 unidades                      | 1940-1941             |           | TDM-3610    | 55 unidades                       | 1947–1948             |                                                                                   |
| TDE-4001              | 30 unidades                       | 1940                  |           | TGM-3610    | 100 unidades                      | 1947–1948             |                                                                                   |
| TG-4001               | 13 unidades                       | 1940-1941             |           | TDH-3612    | 1,949 unidades                    | 1949–1953             |                                                                                   |
| TDE-4002              | 7 unidades                        | 1940                  |           | TGH-3612    | 68 unidades                       | 1949–1953             |                                                                                   |
| TD-4005               | 155 unidades                      | 1941-1942             |           | TDH-3614    | 825 unidades                      | 1953–1960             |                                                                                   |
| TDE-4005              | 16 unidades                       | 1942                  |           | TDH-3714    | 825 unidades                      | 1953–1960             |                                                                                   |
| TG-4005               | 147 unidades                      | 1941-1942             |           | TDH-3501    | 1,049 unidades                    | 1964–1968             |                                                                                   |
| TD-4006               | 60 unidades                       | 1941                  |           | TGH-3501    | 116 unidades                      | 1964–1968             |                                                                                   |
| TD-4502               | 354 unidades                      | 1940-1941             |           | TDH-3502    | 181 unidades                      | 1968–1969             | 45 foram equipados com ar-condicionados e designados de TDH-3502A.                |
| TG-4502               | 35 unidades                       | 1940-1941             |           | TGH-3502    | 19 unidades                       | 1968                  |                                                                                   |
| TD-4503               | 2 unidades                        | 1940                  | Suburbano | TG-4006     | 290 unidades                      | 1944                  |                                                                                   |
| TD-4503               | 733 unidades                      | 1941-1942             |           | TD-4007     | 800 unidades                      | 1944–1945             |                                                                                   |
| TG-4505               | 4 unidades                        | 1942                  |           | TG-4007     | 325 unidades                      | 1944–1945             |                                                                                   |
| TD-5401               | 1 unidades                        | 1940                  |           | TDH-4008    | 1,491 unidades                    | 1946–1948             |                                                                                   |
|                       |                                   |                       |           | TDM-4008    | 163 unidades                      | 1947–1948             |                                                                                   |
|                       |                                   |                       |           | TDH-4010    | 115 unidades                      | 1949–1950             |                                                                                   |
|                       |                                   |                       |           | TDM-4010    | 4 unidades                        | 1949                  |                                                                                   |
|                       |                                   |                       |           | TD-4506     | 1,200 unidades                    | 1945–1946             |                                                                                   |
|                       |                                   |                       |           | TDH-4507    | 2,899 unidades                    | 1946–1949             |                                                                                   |
|                       |                                   |                       |           | TDM-4507    | 146 unidades                      | 1947–1949             |                                                                                   |
|                       |                                   |                       |           | TDH-4509    | 2,494 unidades                    | 1949–1953             |                                                                                   |
|                       |                                   |                       |           | TDM-4509    | 555 unidades                      | 1949–1955             |                                                                                   |
|                       |                                   |                       |           | TDH-4510    | 501 unidades                      | 1948–1949             | 2,6 m (8,5 ft) de largura                                                         |
|                       |                                   |                       |           | TDH-4511    | 120 unidades                      | 1950–1951             | 2,6 m (8,5 ft) de largura                                                         |
|                       |                                   |                       |           | TDH-4512    | 3,263 unidades                    | 1953–1959             |                                                                                   |
|                       |                                   |                       |           | TDM-4512    | 252 unidades                      | 1953–1958             |                                                                                   |
|                       |                                   |                       |           | TDH-4515    | 40 unidades                       | 1953–1959             | Suburbano                                                                         |
|                       |                                   |                       |           | TDM-4515    | 412 unidades                      | 1953–1959             | Suburbano                                                                         |
|                       |                                   |                       |           | TDH-4801    | 547 unidades                      | 1953–1958             | 2,6 m (8,5 ft) de largura Fabricado apenas para operadoras da California.         |
|                       |                                   |                       |           | TDM-4801    | 75 unidades                       | 1954                  | 2,6 m (8,5 ft) de largura Fabricado apenas para operadoras da California.         |
|                       |                                   |                       |           | TDH-5101    | 400 unidades                      | 1948–1949             | Utilizava chassis do modelo 4509 Fabricado apenas para operadoras de Nova Iorque. |
|                       |                                   |                       |           | TDH-5102    | 1 unidades                        | 1949                  |                                                                                   |
|                       |                                   |                       |           | TDH-5103    | 951 unidades                      | 1950–1953             | 2,6 m (8,5 ft) de largura                                                         |
|                       |                                   |                       |           | TDM-5103    | 37 unidades                       | 1951                  | 2,6 m (8,5 ft) de largura                                                         |
|                       |                                   |                       |           | TDH-5104    | 162 unidades                      | 1952–1953             |                                                                                   |
|                       |                                   |                       |           | TDM-5104    | 5 unidades                        | 1952                  |                                                                                   |
|                       |                                   |                       |           | TDH-5105    | 3,630 unidades                    | 1953–1959             | 2,6 m (8,5 ft) de largura                                                         |
|                       |                                   |                       |           | TDH-5106    | 1,727 unidades                    | 1953–1959             |                                                                                   |
|                       |                                   |                       |           | TDM-5106    | 110 unidades                      | 1953–1959             |                                                                                   |
|                       |                                   |                       |           | TDH-5107    | 2 unidades                        | 1952                  | Suburbano                                                                         |
|                       |                                   |                       |           | TDM-5107    | 13 unidades                       | 1952                  | Suburbano                                                                         |
|                       |                                   |                       |           | TDH-5108    | 21 unidades                       | 1953–1959             | Suburbano                                                                         |
|                       |                                   |                       |           | TDM-5108    | 461 unidades                      | 1953–1959             | Suburbano                                                                         |
|                       |                                   |                       |           | TDH-5502    | 101 unidades                      | 1948                  |                                                                                   |

## Versões soviéticas

### ZiS-154

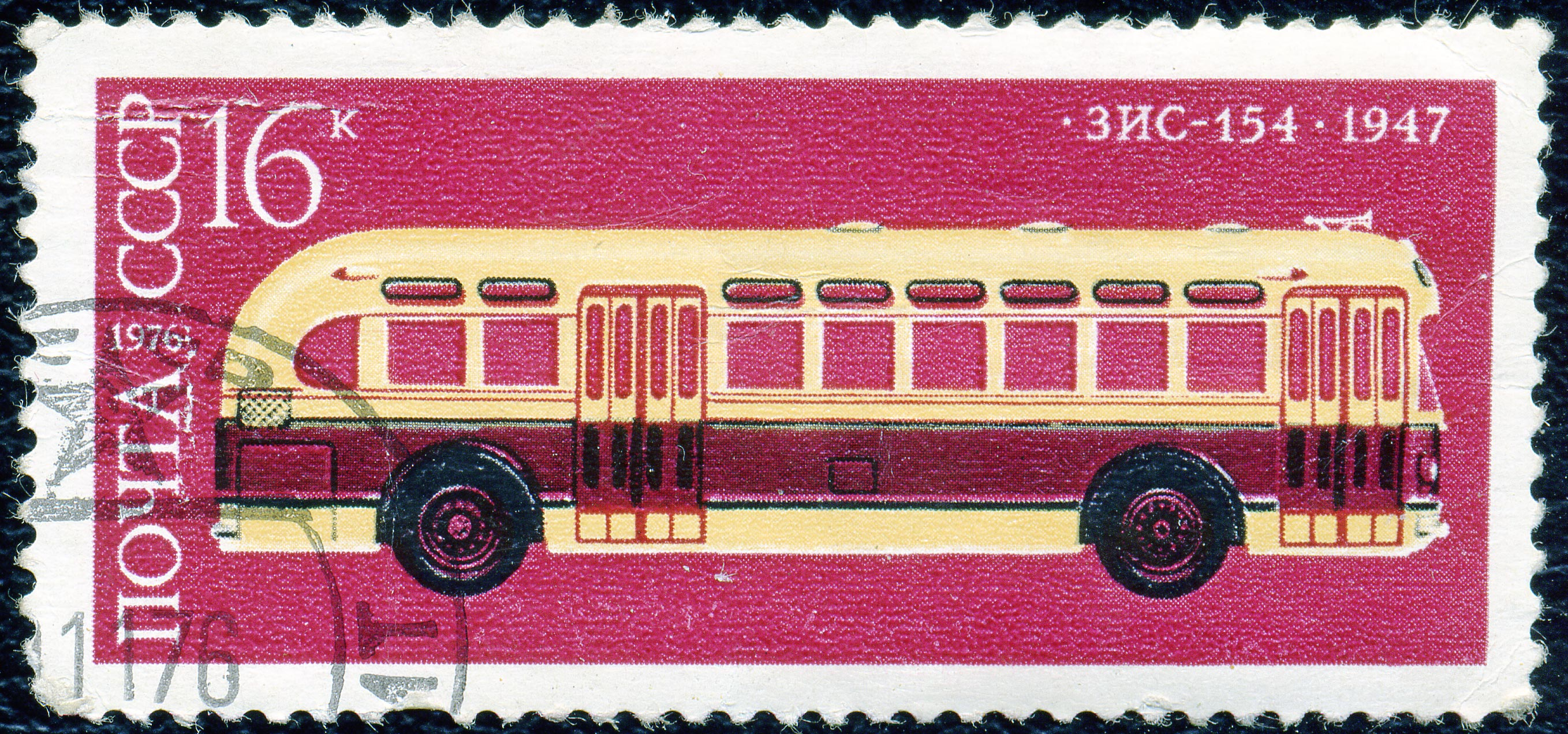
Um selo de 16 kopek soviético de 1976 exibindo um ônibus ZiS-154.

Após a Segunda Guerra Mundial, as cidades da União Soviéticas necessitavam de ônibus modernos. Chegou-se a um acordo para fabricar o modelo TDH-3610 da GM sob licença, com a ZiS (hoje a ZiL) se encarregando da produção e atribuindo a designação 154 ao novo modelo. O ZIS-154 foi inicialmente equipado com um motor a diesel Yaroslavl YAZ-204, fabricado localmente, mas devido a problemas de abastecimento a ZiS teve de equipar o anterior Detroit Diesel 6-71, que também começou a ser fabricado localmente sob licença. Novos problemas relacionados com a confiabilidade dos componentes do motor fez com que o ZIS-154 fosse descontinuado após um pouco mais de quatro anos de produção e 1,165 unidades fabricadas.

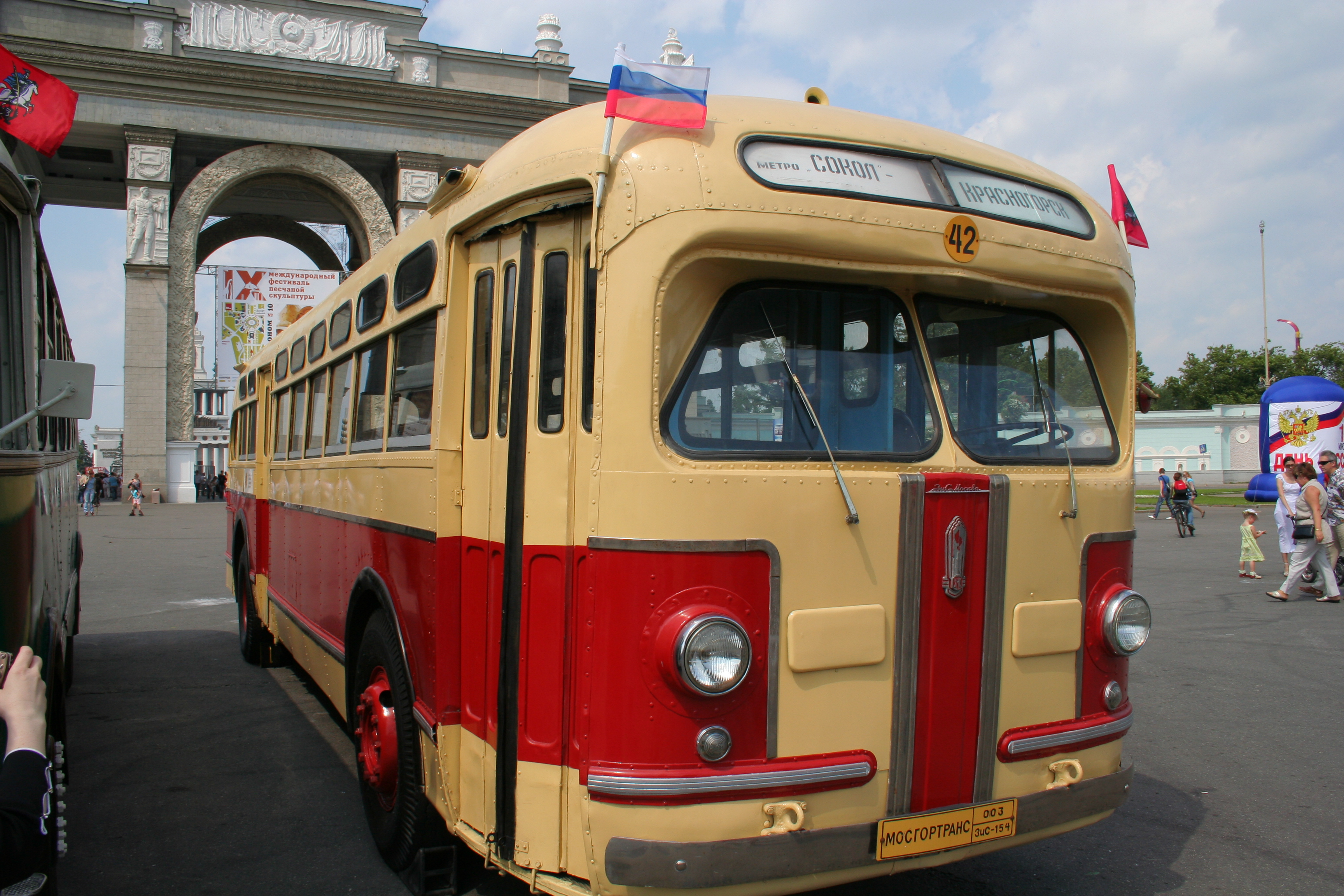
Um ZiS-154 fabricado em 1947, preservado, em exibição.

Em alguns lugares esse modelo foi apelidado de "relâmpago" por causa de sua rápida aceleração fornecida pela transmissão diesel-elétrica.
| Ano  | Quantidade   |
| ---- | ------------ |
| 1946 | 1 unidade    |
| 1947 | 80 unidades  |
| 1948 | 404 unidades |
| 1949 | 472 unidades |
| 1950 | 207 unidades |

### ZiS-155

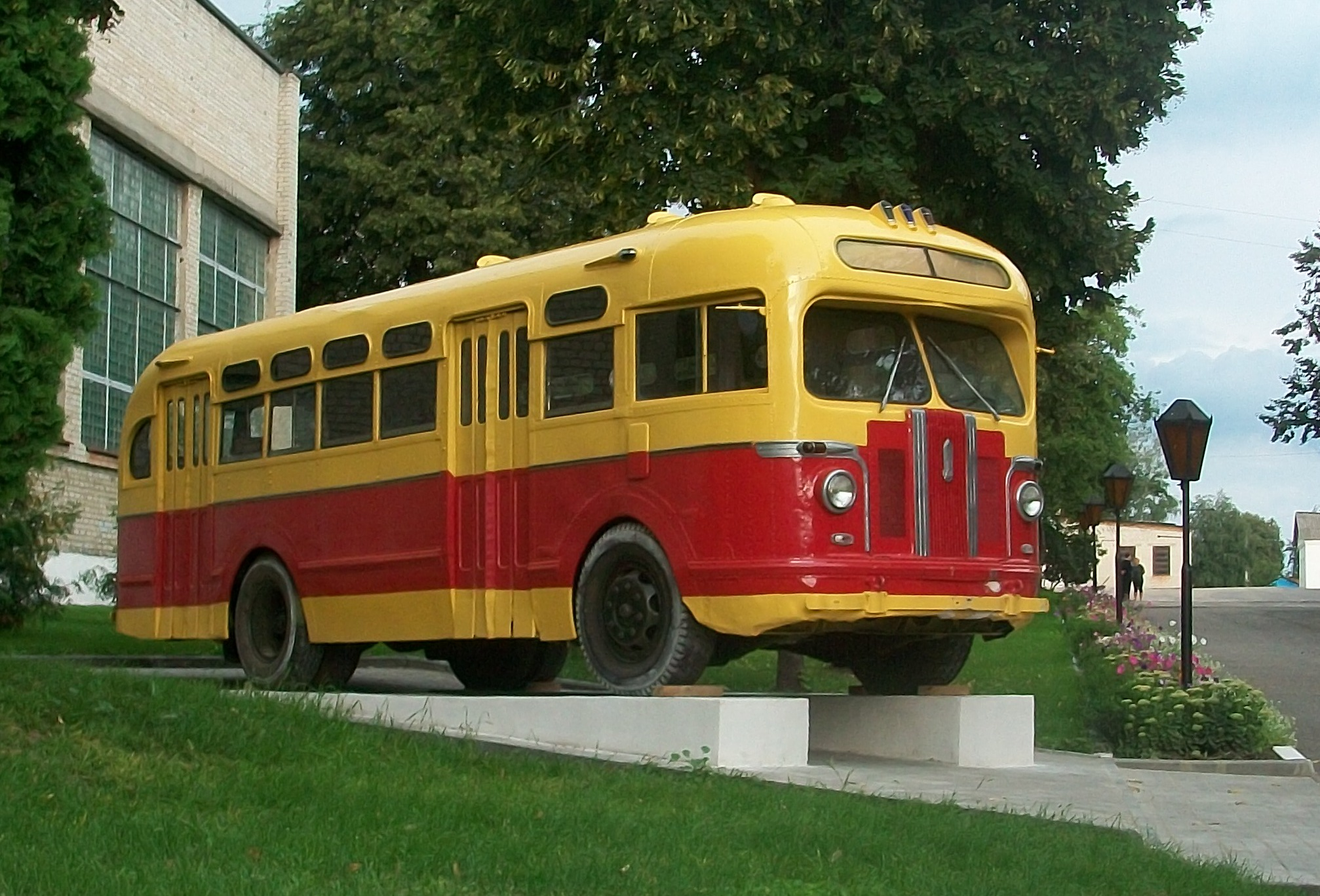
Um ZiS-155 restaurado em exibição.

Numa tentativa de superar os problemas do ZiS-154, a ZiS projetou o ZiS-155, que era tecnicamente menos avançado. Em 1949, a Central de Reparação de Automóveis (em russo: Центральные авторемонтные мастерские) localizada na cidade de Moscou, encurtou algumas carrocerias do ZiS-154 e as montaram sob chassis modificados do caminhão soviético ZiS-150. Segunda uma fonte, os protótipos de Moscou possuíam as caixas de rodas traseiras cobertas, e as dianteiras estilizadas, além de ser equipado com um radiador maior. Os protótipos foram bem sucedidos e a produção em larga escala começou na fabrica da ZiS.
A diferença mais notável entre o ZIS-154 e o ZIS-155 era a localização das portas: uma vez que o ZIS-155 tinha um motor dianteiro, as portas foram movidas para trás do eixo dianteiro. O compartimento do motorista estava completamente separado do compartimento dos passageiros por um anteparo, de modo que os ônibus eram operados por dois homens, com um na entrada traseira e outro na saída dianteira. O 154 utilizava uma construção em monobloco, enquanto o 155 utilizava uma construção na carroceria sobre o chassi.
Além de ser o ônibus padrão das cidades soviéticas na década de 1950, uma grande quantidade desse modelo foi exportada para outros países do bloco oriental, e são conhecidos por terem sido utilizados em Varsóvia, Berlim Oriental, Ulã Bator e Pequim. Uma versão para longas distâncias com doze lugares também foi fabricada. Em Moscou, várias unidades retiradas foram adaptados como reboques, mas não obtiveram sucesso, já que o ZIS-155 era pouco potente e, portanto, também tinha dificuldade em puxar um semirreboque totalmente carregado.
A partir de 1955, o ZIS-155 foi equipado com um alternador ao invés de um gerador, sendo o primeiro ônibus do tipo na União Soviética. Após a morte de Stalin, a fábrica ZiS foi renomeada em 1956 para Zavod Imeni Likhacheva (ZiL). Como resultado disso, os últimos 155 fabricados foram designados como ZiL-155.
|                                                      | ZiS-154                 | "Moscou"                | ZiS-155                 |
| ---------------------------------------------------- | ----------------------- | ----------------------- | ----------------------- |
| Número de assentos + Capacidade de passageiros em pé | 34 + ?                  | 23 + 21                 | 28 + 22                 |
| Comprimento total                                    | 9,50 m (31,2 ft)        | 8,07 m (26,6 ft)        | 8,26 m (27,1 ft)        |
| Largura total                                        | 2,50 m (8,2 ft)         | 2,50 m (8,2 ft)         | 2,50 m (8,2 ft)         |
| Altura total                                         | 2,49 m (8,1 ft)         | 3,11 m (10,2 ft)        | 2,49 m (8,1 ft)         |
| Distância entre eixos                                | 5,46 m (17,9 ft)        | 3,94 m (12,9 ft)        | 4,09 m (13,4 ft)        |
| Altura até a saliência traseira                      | ?                       | 2,85 m (9,3 ft)         | 2,70 m (8,8 ft)         |
| Massa total                                          | 8 000 kg (17 636,98 lb) | 6 000 kg (13 227,74 lb) | 6 290 kg (13 867,08 lb) |
| Motor                                                | DD 6-71 YAZ-204D        | ZiS-120                 | ZIS-124                 |
| Potência                                             | 111,5 cv @ 2 000 rpm    | 91,2 cv @ ? rpm         | 96,3 cv @ 2 800 rpm     |
| Pneus                                                | 10,50 × 20              | 9,00 × 20               | 10,00 × 20              |
| Período de produção                                  | 1946–1950               | 1949                    | 1949-1957               |
| Quantidade de unidades produzidas                    | 1 164 unidades          | ?                       | 21 741 unidades         |

- Nota: Valores/dados desconhecidos estão sinalizados por um "?" na tabela acima.

## Old-Look no Brasil

Um TDH-4010 nº 12 da Viação Relâmpago no Rio de Janeiro, em 1949.

O Old-Look começou a operar na cidade de Santos em 1947, que recebeu através do Porto de Santos 45 veículos do modelo TDH-4008, vindos diretamente dos Estados Unidos. Esses veículos, que receberam a coloração verde e amarela, foram adqueridos pelo empresário Manoel Dieguez, proprietário e fundador da empresa de transportes rodoviários Expresso Brasileiro Viação Ltda., conhecida também como EBVL. Esses ônibus operaram até 1955, em linhas urbanas e nas linhas rodoviárias Santos-São Paulo e São Paulo-Rio de Janeiro.
No Rio de Janeiro, foi primeiramente operado pela Viação Relâmpago, que adquiriu veículos do modelo TDH-4010. Já em São Paulo, o Old-Look foi operado pela CMTC, nas cores vermelha e bege, assim como os famosos bondes "camarões".
Devido ao seu design, tamanho, conforto e alto custo, o Old-Look chamava a atenção da população nas principais avenidas das capitais brasileiras, com passageiros realizando até mesmo poses ao subir nos ônibus, sendo um sinal de status social ser visto dentro deles. Por isso, receberam carinhosamente o apelido de "Gostosão" por parte dos cariocas. Esse apelido se popularizou mais tarde pelas capitais onde operou.